# Peter Borchert
Peter Borchert (* 5. September 1973 in Dortmund) ist ein deutscher Neonazi, der zu den Autonomen Nationalisten gerechnet wird.

## Leben
Borchert lebt seit 1981 in Kiel. Seit 1989 ist Borchert im neonazistischen Spektrum aktiv. Borchert war einer der Macher des Club 88, eines wichtigen Treffpunkts der Neonazi-Szene Norddeutschlands.
Borchert verbrachte bislang zehn Jahre im Gefängnis. Als Jugendlicher wurde er wegen eines Tötungsdeliktes verurteilt. 2001 erhielt er eine einjährige Bewährungsstrafe wegen des illegalen Besitzes einer Pistole. In den darauf folgenden Monaten beging er mehrere Körperverletzungen und beteiligte sich an Einbrüchen in Tankstellen. Am 27. April 2004 wurde er vom Landgericht Kiel wegen mehrerer Verstöße gegen das Waffengesetz im Zusammenhang mit Combat 18 Pinneberg zu drei Jahren und zwei Monaten Haft verurteilt.
Im Oktober 2007 wurde Borchert auf Bewährung entlassen und galt seitdem bei Sicherheitskreisen wieder als strategischer Impulsgeber in der militanten neonazistischen Szene in Norddeutschland. Im August 2008 saß er in Untersuchungshaft in Kiel. Hintergrund war eine Schlägerei mit Mitgliedern der Hells Angels. Borchert selbst ist Mitglied des verfeindeten Motorradclubs Bandidos. Im Januar 2009 wurde ein Zeuge der Schlägerei mit Schusswaffen angegriffen. Borchert stieg zum Vizepräsidenten des schleswig-holsteinischen Chapters der Gruppe auf.
Borchert und zwei Mitglieder des verbündeten Rockervereins „Contras Neumünster“ wurden am 27. April 2010 festgenommen, nachdem sie am 14. Januar des Jahres in einem Schnellrestaurant in Neumünster zwei Mitglieder der mit der Rockergruppe „Hells Angels“ verbündeten Gruppe „Red Devils“ mit Messern verletzt und beraubt hatten. Zwei Tage nach der Festnahme verbot der schleswig-holsteinische Innenminister das „Probationary Chapter Neumünster (Schleswig-Holstein)“ der Bandidos. Borchert wurde im April 2011 zu einer Haftstrafe von 3 Jahren und 9 Monaten verurteilt.
Nach seiner Haft soll Borchert versucht haben, in Kiel ein Chapter der Bandidos zu gründen. Im April 2024 kam er erneut in Untersuchungshaft, weil er mit zwei Komplizen in eine Wohnung und zwei Einfamilienhäuser eingebrochen sein soll. Zu ihrer Beute sollen unter anderem Geld, Schmuck und Goldbarren gehört haben. Wegen fehlender Wiederholungsgefahr wurde Borchert im Juni wieder aus der Untersuchungshaft entlassen.

## Werdegang in der NPD
Borchert wurde im Herbst 2000 zum stellvertretenden Vorsitzenden des NPD-Landesverbandes Schleswig-Holstein gewählt. Vom Frühjahr 2001 bis zum August 2003 leitete er als Vorsitzender den schleswig-holsteinischen Landesverband, welcher zu diesem Zeitpunkt vom Innenministerium als bundesweit radikalster Verband angesehen wurde. Nach offenen inhaltlichen Auseinandersetzungen um die radikale Ausrichtung mit dem Bundesvorstand, der sich mit Borchert schlechtere Aussichten im NPD-Verbotsverfahren ausrechnete, verzichtete Borchert auf eine erneute Kandidatur. 2003 wurde er aus der Partei ausgeschlossen. Während des Richtungsstreits erklärten sich nur Hans Günter Eisenecker sowie das ehemalige RAF-Mitglied Horst Mahler mit dem Verband um Borchert offen solidarisch. Borchert engagierte sich nach seinem Ausschluss bei der rechtsextremen Kameradschaft „Aktionsgruppe Kiel“.

## Weltanschauung
Die ideologische Ausrichtung Borcherts ist komplex und bisweilen irreführend. Eigener Einschätzung nach ist Borchert „permanentnationalrevolutionärer Anarchist“, er schreibt, dass „ein Rätesystem auf imperativem Mandat die einzige im Ansatz gerechte politische Konstellation ist, die den Unterdrückungsmechanismus Staatlichkeit ersetzen darf“. Es gelte jedoch, Staatlichkeit – grundsätzlich ein Unterdrückungsmechanismus – zu überwinden. Vom Anarchismus distanziert Borchert sich mit seiner Haltung zur multikulturellen Gesellschaft, die seiner Auffassung nach „zu einer monokulturellen Gesellschaft degeneriert“. Außerdem hat Borchert, trotz seiner Abgrenzung zum dogmatischen Nationalismus, ausgeprägte antisemitische Tendenzen. Umstritten ist darüber hinaus Borcherts Kontakt zum Polizistenmörder Kay Diesner. Borchert forderte wiederholt statt einer Distanzierung eine solidarische Haltung des Nationalen Widerstands zu Diesner als Person und Politikum. Die durch seine Vergangenheit glaubwürdige und fundierte radikale und militante Positionierung hat Borchert neben allen Anfeindungen im eigenen Lager Zuspruch eingebracht, so dass er sich in weiten Kreisen, besonders der radikalen Basis, auf Unterstützung berufen kann. Auch seine Haltung, grundsätzlich nicht mit den Organen des Staates zu kooperieren, wird hier als Referenz gewertet. So hat Borchert beispielsweise in seinem letzten Prozess bekundet, „weder zu Namen von Käufern oder Verkäufer von Waffen, noch sonst irgendwelche relevanten Daten zu nennen“, und hat dadurch auf eine Begünstigung in Form eines milderen Urteils verzichtet.